# Bény
Bény és un municipi francès situat al departament de l'Ain i a la regió d'Alvèrnia-Roine-Alps. L'any 2007 tenia 729 habitants.

## Demografia

### Població
El 2007 la població de fet de Bény era de 729 persones. Hi havia 269 famílies de les quals 61 eren unipersonals (41 homes vivint sols i 20 dones vivint soles), 90 parelles sense fills, 110 parelles amb fills i 8 famílies monoparentals amb fills.
La població ha evolucionat segons el següent gràfic:
Habitants censats

### Habitatges
El 2007 hi havia 308 habitatges, 278 eren l'habitatge principal de la família, 8 eren segones residències i 22 estaven desocupats. 289 eren cases i 17 eren apartaments. Dels 278 habitatges principals, 241 estaven ocupats pels seus propietaris, 31 estaven llogats i ocupats pels llogaters i 6 estaven cedits a títol gratuït; 2 tenien una cambra, 8 en tenien dues, 34 en tenien tres, 77 en tenien quatre i 157 en tenien cinc o més. 216 habitatges disposaven pel capbaix d'una plaça de pàrquing. A 96 habitatges hi havia un automòbil i a 164 n'hi havia dos o més.

### Piràmide de població
La piràmide de població per edats i sexe el 2009 era:
| Homes | Edats   | Dones |
| ----- | ------- | ----- |
| 0     | 95 o +  | 0     |
| 0     | 90 a 94 | 4     |
| 8     | 85 a 89 | 8     |
| 0     | 80 a 84 | 8     |
| 8     | 75 a 79 | 8     |
| 16    | 70 a 74 | 16    |
| 20    | 65 a 69 | 4     |
| 8     | 60 a 64 | 24    |
| 12    | 55 a 59 | 16    |
| 20    | 50 a 54 | 12    |
| 36    | 45 a 49 | 32    |
| 24    | 40 a 44 | 28    |
| 24    | 35 a 39 | 24    |
| 28    | 30 a 34 | 20    |
| 20    | 25 a 29 | 0     |
| 32    | 20 a 24 | 16    |
| 16    | 15 a 19 | 8     |
| 28    | 10 a 14 | 12    |
| 24    | 5 a 9   | 20    |
| 20    | 0 a 4   | 24    |

## Economia
El 2007 la població en edat de treballar era de 460 persones, 377 eren actives i 83 eren inactives. De les 377 persones actives 367 estaven ocupades (193 homes i 174 dones) i 10 estaven aturades (7 homes i 3 dones). De les 83 persones inactives 36 estaven jubilades, 34 estaven estudiant i 13 estaven classificades com a «altres inactius».

### Ingressos
El 2009 a Bény hi havia 284 unitats fiscals que integraven 744 persones, la mediana anual d'ingressos fiscals per persona era de 18.494 €.

### Activitats econòmiques
Dels 27 establiments que hi havia el 2007, 1 era d'una empresa extractiva, 2 d'empreses alimentàries, 3 d'empreses de fabricació d'altres productes industrials, 7 d'empreses de construcció, 3 d'empreses de comerç i reparació d'automòbils, 2 d'empreses de transport, 1 d'una empresa d'hostatgeria i restauració, 1 d'una empresa immobiliària, 5 d'empreses de serveis, 1 d'una entitat de l'administració pública i 1 d'una empresa classificada com a «altres activitats de serveis».
Dels 7 establiments de servei als particulars que hi havia el 2009, 2 eren guixaires pintors, 2 fusteries, 1 lampisteria, 1 electricista i 1 restaurant.
Dels 2 establiments comercials que hi havia el 2009, 1 era una botiga de menys de 120 m² i 1 una sabateria.
L'any 2000 a Bény hi havia 26 explotacions agrícoles que ocupaven un total de 900 hectàrees.

## Equipaments sanitaris i escolars
El 2009 hi havia una escola elemental.

## Poblacions més properes
El següent diagrama mostra les poblacions més properes.